# 에브리씽 유브 갓
《에브리씽 유브 갓》(영어: How Do You Know)은 미국에서 제작된 제임스 L. 브룩스 감독의 2010년 로맨틱 코미디 영화이다. 리스 위더스푼, 오언 윌슨, 폴 러드, 잭 니컬슨 등이 출연하였고, 줄리 앤슬 등이 제작에 참여하였다. 이 영화는 필라델피아와 워싱턴 D.C.에서 촬영되었다.
2010년 12월 17일 개봉하였으며 박스 오피스 봄이 되었다. 대체로 부정 평가를 받았다.

## 줄거리
아버지 찰스가 운영하는 회사 임원인 조지는 기업 부당 행위 혐의로 연방 정부로부터 범죄 조사를 받게 돼 해고된다. 한편 조지가 이제 막 알게 된 소프트볼 선수 리사는 미국 국가 대표팀에서 제외돼 좌절한 뒤 남자친구인 워싱턴 내셔널스 투수 매티의 집에 들어간다. 매티가 사는 아파트 주민 중 하나는 찰스이며, 매티는 다른 여성들과 끊임없이 바람을 피운다.
리사를 점점 좋아하게 된 조지는 결국 입건이 되고 실형을 살 위기에 처한다. 그러나 조지는 자신이 받고 있는 혐의를 저지른 장본인이 실은 아버지 찰스라는 걸 알게 된다. 이미 고령인 상습범 찰스가 감옥에 들어가면 25년형을 받아 그대로 감옥에서 사망하게 될 운명이며, 조지가 대신 갈 경우 초범이므로 최대 3년형을 받게 된다.
이에 찰스와 조지는 리사가 조지의 고백을 받아주면 찰스가 감옥에 가는 내기를 거는데...  

## 출연
- 리스 위더스푼 - 리사 조건슨 역
- 오언 윌슨 - 매티 레이놀즈 역
- 폴 러드 - 조지 매디슨 역
- 잭 니컬슨 - 찰스 매디슨 역
- 딘 노리스 - 톰 역
- 캐스린 한 - 애니 역
- 존 토미 - 수위 역
- 마츠자키 유키 - 토리 역
- 앤드루 윌슨 - 매티의 팀 동료 역
- 셸리 콘 - 테리 역
- 토니 셜루브 - 정신과의 역
- 도미닉 롬바도지 - 불펜 투수 역
- 론 맥라티 - 조지의 변호사 역
- 레니 베니토 - 앨 역
- 마크 린베이커 - 론 역
- 몰리 프라이스 - 샐리 코치 역
- 티오나 패리스 - 리바 역
- 빌 매키니
- 타라 서브코프

## 기타 제작진
- 협력 제작: 어맨다 모셰이
- 배역: 프랜신 메이즐러
- 미술: 지닌 오퍼월
- 세트: 메러디스 보즈웰, 낸시 나이
- 의상: 셰이 컨리프